# 셔를스

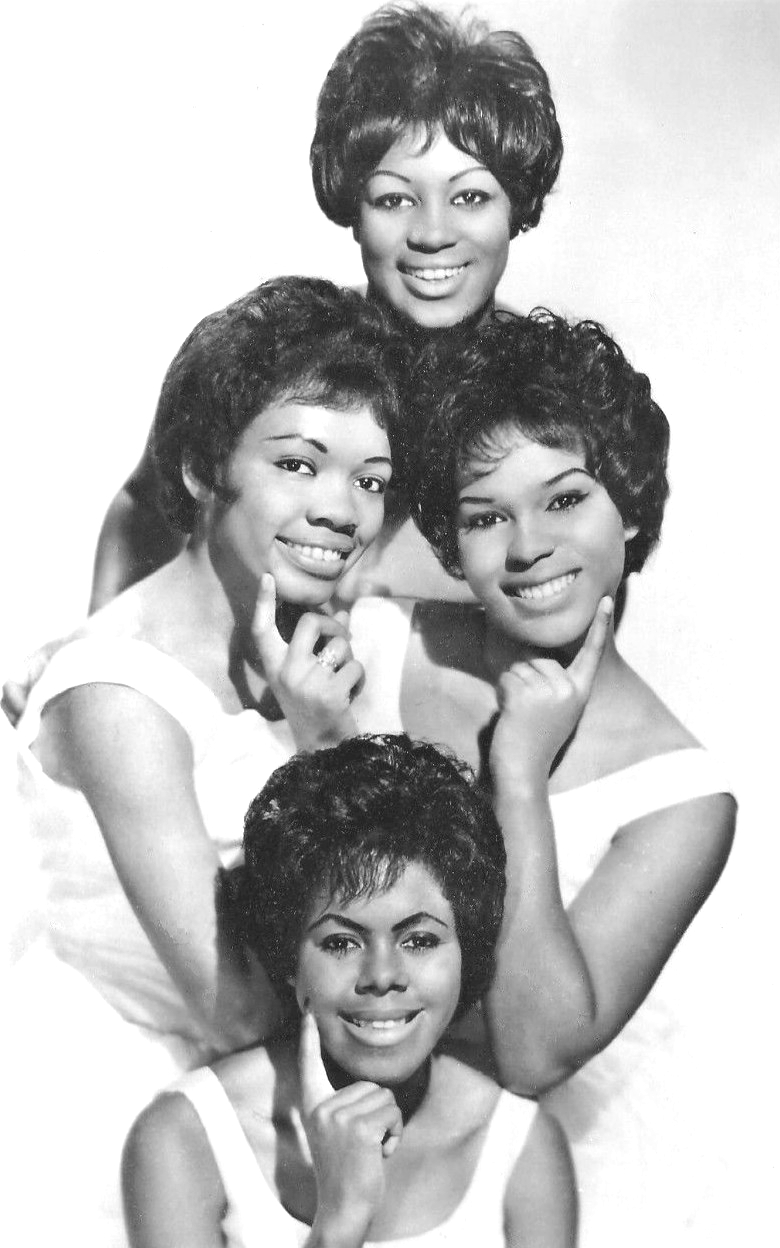
1962년경의 셔를스

셔를스(영어: The Shirelles 셔렐스[*], 영어 발음: /ʃəˈrɛlz/)는 1960년대 초 유명세를 누린 미국의 걸 그룹이다. 이 그룹은 서로가 학교 친구이던 셜리 오웬스, 돌리스 콜레, 애디 "미키" 해리스, 베벌리 리로 구성돼 있었다.
1957년 결성되어 자신들의 고등학교 재능 대회에서 출전하고 플로렌스 그린버그의 티아라 레코드와 계약한다. 1958년 첫 싱글 〈I Met Him on a Sunday〉가 데카 레코드의 인가를 받아 티아라를 통해 출시되었다. 이후로 데카에 지내면서 잠깐이지만 성공을 누리게 되며 그린버그에서 새롭게 셉터 레코드라는 회사를 창건하기도 한다. 루더 딕슨과 협업하면서 작업한 〈Tonight's the Night〉로 큰 명성을 쌓게 된다. 딕슨과 협업하고 셉터가 홍보를 한 이 성공의 시기 이들은 차트 20위에 오른 히트곡을 7개 배출하였으나, 1966년 셉터는 셔를스를 탈퇴하였고, 이들의 주류 성공은 이로써 막을 내렸다.
셔를스의 음악은 "순진한 학교 소녀 사운드"로 묘사되지만 성적인 주제를 가진 곡들 또한 많이 존재한다. 히트한 대부분의 곡은 현악과 바이앙풍의 음악의 도입이 공통분모로 있다. 이들은 걸 그룹 장르의 창시자로 일컬어지며 이러한 장르의 정수를 자신들의 음악 대부분에 반영했다. 또한 흑백 관중 모두의 인정을 받았으며 모타운의 활동보다 일찍이 성과를 거두었고, 이는 아프리카계 미국인 민권운동의 초창기 성공 사례로 기록되었다. 셔를스는 리듬 앤 블루스 재단의 선구자 상을 비롯한 수많은 상을 수여받았다. 1996년 로큰롤 명예의 전당에 헌액되었고 2004년에는 《롤링 스톤》이 선정한 역대 가장 위대한 100가지 활동에서 이름을 올렸다. 또한 같은 잡지사가 선정한 역사상 가장 위대한 노래 500곡에서 〈Will You Love Me Tomorrow〉, 〈Tonight's the Nigh〉의 두 곡을 올려놓았다.

## 참고 문헌
- “500 Greatest Songs of All Time”. 《Rolling Stone》 (Rolling Stone). 2010.
- “Baby It's You!”. 《Internet Broadway Database》. The Broadway League. 2011년 9월 18일에 확인함.
- Callahan, Mike; Edwards, David (2009년 4월 8일). “The Scepter / Wand Story”. Both Sides Now Publications. 2011년 9월 17일에 확인함.
- Campbell, Michael (2005). 《Popular Music in America : The Beat Goes On》. Belmont: Wadsworth/Thomson Learning. ISBN 978-0-534-55534-4.
- Collins, Clark (2011년 4월 26일). “Baby It's You”. 《Entertainment Weekly》. 2012년 10월 21일에 원본 문서에서 보존된 문서. 2011년 9월 26일에 확인함.
- Company, Johnson Publishing (2000년 2월 28일). “Dorris Kenner-Jackson, 58, Member of The Shirelles”. 《Jet》: 16.
- Elias, Jason. “How Many Times Can We Say Goodbye”. 《AllMusic.com》. 2011년 9월 18일에 확인함.
- Gans, Andrew (2011년 4월 29일). “56th Annual Drama Desk Nominations Announced; Book of Mormon Scores 12 Nominations”. 《playbill.com》. 2011년 9월 2일에 원본 문서에서 보존된 문서. 2011년 9월 26일에 확인함.
- Company, Johnson Publishing (1996년 2월 5일). “Gladys Knight & the Pips, The Shirelles Inducted into Rock and Roll Hall of Fame”. 《Jet》: 59–60.
- Huey, Steve. “The Shirelles”. 《AllMusic.com》. 2011년 9월 18일에 확인함.
- Isherwood, Charles (2011년 4월 27일). “Girl Group Tale Is Reharmonized”. 《New York Times》. 2011년 9월 26일에 확인함.
- James, Etta; Ritz, David (1995). 《Rage to Survive : The Etta James Story》. New York: Villard Books. ISBN 978-0-679-42328-7.[깨진 링크(과거 내용 찾기)]
- Jones, Kenneth (2010년 10월 20일). “Shirelles Musical Baby It's You! Takes More Steps Toward Broadway”. 《Playbill.com》. Playbill. 2010년 11월 24일에 원본 문서에서 보존된 문서. 2011년 9월 17일에 확인함.
- Jones, Kenneth (2011년 1월 14일). “Producers of Baby It's You! Eyeing Broadhurst Theatre and Beth Leavel”. 《Playbill.com》. Playbill. 2011년 3월 21일에 원본 문서에서 보존된 문서. 2011년 9월 18일에 확인함.
- Jones, Kenneth (2011년 2월 4일). “Baby It's You! Box Office Will Open Feb. 5 ”. 《Playbill.com》. Playbill. 2012년 10월 20일에 원본 문서에서 보존된 문서. 2011년 9월 18일에 확인함.
- Jones, Kenneth; Gans, Andrew (2011년 5월 3일). “2011 Tony Nominations Announced; 'Book of Mormon' Earns 14 Nominations”. 《playbill.com》. 2011년 9월 14일에 원본 문서에서 보존된 문서. 2011년 9월 26일에 확인함.
- Marcus, Greil (1994–1995). “Legends: The Shirelles”. 《Vibe》: 124.
- Nutt, Amy Ellis (2008년 9월 22일). “Passaic dedicates street to the ones it loves: the Shirelles”. 《The Star-Ledger》. NJ.com. 2011년 6월 5일에 원본 문서에서 보존된 문서. 2011년 9월 18일에 확인함.
- Perpetua, Matthew (2011년 4월 28일). “Dionne Warwick and the Shirelles Sue 'Baby It's You' Producers”. 《Rollingstone.com》. Rolling Stone. 2011년 9월 18일에 확인함.
- “Pioneer Awards: 1994”. Rhythm and Blues Foundation. 2011년 1월 30일에 원본 문서에서 보존된 문서. 2011년 9월 17일에 확인함.
- Shaffer, Paul (2005년 4월 21일). “The Immortals: The First Fifty”. 《Rolling Stone Issue 946》. Rolling Stone. 2007년 2월 6일에 원본 문서에서 보존된 문서.
- Nielsen Business Media, Inc (1965년 6월 12일). “Shirelles Drop Suit Against Scepter-Wand”. 《Billboard》: 4.
- Suskin, Steven (2011년 4월 27일). “Baby It's You!”. 《Variety Magazine》. 2011년 9월 26일에 확인함.
- Talevski, Nick (2006). 《Knocking on Heaven's Door : Rock Obituaries》. London: Omnibus. ISBN 978-1-84609-091-2.
- “The Shirelles”. Rock and Roll Hall of Fame. 2016년 8월 25일에 원본 문서에서 보존된 문서. 2011년 9월 18일에 확인함.
- “The Shirelles: Albums”. 《Billboard.com》. Billboard. 2011년 9월 17일에 확인함.
- “The Shirelles: Chart History”. 《Billboard.com》. Billboard. 2011년 9월 17일에 확인함.
- Tobler, John (1991). 《Who's Who in Rock & Roll》. London: Crescent Books. ISBN 978-0-517-05687-5.
- Turner, Alwyn W. (2003). 〈Classic Girl Groups〉.   Peter Buckley. 《The Rough Guide to Rock》 3판. London: Rough Guides. 426–428쪽. ISBN 978-1-84353-105-0.
- Unterberger, Richie. “The Shirelles”. Vocal Group Hall of Fame. 2011년 10월 11일에 원본 문서에서 보존된 문서. 2011년 9월 17일에 확인함.
- Unterberger, Richie. “Tonight's the Night”. 《AllMusic.com》. 2011년 9월 18일에 확인함.
- Wadhams, Wayne; Nathan, David; Lindsay, Susan Gedutis (2001). 《Inside the Hits》. Boston: Berklee. ISBN 978-0-634-01430-7.
- Zak, Albin (2010). 《I Don't Sound Like Nobody: Remaking Music in 1950s America》. Tracking Pop. Ann Arbor: University of Michigan Press. ISBN 978-0-472-11637-9.